# Lubomír Doležel
Lubomír Doležel (ur. 3 października 1922 w Lesnicach, zm. 28 stycznia 2017 w Weronie) – czeski językoznawca i teoretyk literatury. Do jego zainteresowań naukowych należały: stylistyka, lingwistyka matematyczna, semiotyka, estetyka, logika, filozofia analityczna, filozofia języka, cybernetyka oraz teoria światów fikcyjnych.
W 1941 r. zdał maturę. Później studiował bohemistykę i rusycystykę na Wydziale Filozoficznym Uniwersytetu Karola w Pradze. Studia ukończył w 1949 r. (PhDr.). Przez pięć lat nauczał w szkołach średnich. W 1953 r. stał się czynny w Instytucie Języka Czeskiego Czechosłowackiej Akademii Nauk, wpierw jako asystent i aspirant naukowy, a później jako pracownik naukowy. Stopień kandydata nauk uzyskał w 1958 r., a habilitację uzyskał w 1962 r. W latach 1965–1968 przebywał jako profesor wizytujący na Uniwersytecie Michigan. W 1969 r. został mianowany profesorem języka i literatury czeskiej na Uniwersytecie w Toronto, a w 1982 r. został powołany na stanowisko profesora literaturoznawstwa porównawczego (ze specjalizacją w teorii literatury). W 1988 r. został uhonorowany tytułem profesora emerytowanego. Jako profesor wizytujący wykładał na szeregu uczelni europejskich i amerykańskich. Od połowy łat 50. pisywał do licznych periodyków naukowych, m.in.: „Slovo a slovesnost”, „Naše řeč”, „Slovenská reč”, „Česká literatura”, „Travaux linguistiques de Prague”. Przyczynił się do opracowania szeregu podręczników językoznawczych (zwłaszcza z zakresu stylistyki), podręczników leksykograficznych oraz prac z zakresu teorii literatury.

## Wybrana twórczość
- O stylu moderní české prózy, 1960
- Narrative Modes in Czech Literature, 1973
- Occidental Poetics: Tradition and Progress, 1990
- Heterocosmica: Fiction and Possible Worlds, 1997
- Possible Worlds of Fiction and History: The Postmodern Stage, 2010